# Carmen (film, 1996)
Carmen je slovenski dramski film leta 1996. Režiser Pevec je iz scenarija razvil istoimenski roman, ki je izšel leta 1991. Zanj je to celovečerni prvenec.
Ob izidu filma je izšel ponatis romana in zgoščenka z glasbo iz filma.

### Zgodba
Študent književnosti in pisec pornografske literature Goran skuša rešiti Carmen, zapito in zadrogirano dekle, ki se prostituira. Carmen je hči propadle matere in opernega pevca, s katerim ni nikoli nič imela. Na koncu Carmen svojega očeta umori. 

## Financiranje in produkcija
Projekt je sprejelo Ministrstvo za kulturo RS, financiranje pa zaključil na novo ustanovljeni Filmski sklad RS (164.870 evrov). Projekt je ocenjen na 110.509.557 tolarjev (461.148 evrov).
Po besedah producenta so dodatnih 10 procentov od tega zneska navrgli sponzorji. Sponzorji filma so bili Slovenske železnice, SKB - Nepremičnine & Leasing, Porsche Slovenija, Kodak, Mobitel, Induplati, Italco, Meblo Holding, SCT Strojegradnja, KIK Kamnik, Vivat, Gama Velenje, Select Technology, Delo, Republika, Stop in Mladina. Primer umeščene blagovne znamke je pivo Heineken.

### Ustvarjalci o filmu in težavni produkciji
Film je bil sicer v programu Vibe že leta 1990, vendar je na njegovo zaustavitev vplivalo finančno razočaranje filma Čaruga. Pevec je prevzel pobudo in za režiserja najprej predlagal Živojina Pavlovića, ki pa bi takrat zaradi srbskega porekla lahko bil moteč, zato je režijo prevzel sam, Pavlovića pa imel za supervizorja. Po Prevčevih besedah je dokončni sprejem projekta oviral takratni kulturni minister Andrej Capuder, ki ga je zmotil začetek filma s kletvico (tretja stran scenarija), kasneje pa se je izgovarjal na osamosvojitveno vojno, ki se je začela šele naslednji mesec po obravnavi projekta. Pevec je glede tega skušal ostati pozitiven in pravi, da je pridobil čas in izkušnje. S slengom in pogovornim jezikom ni želel šokirati in negativne reakcije so ga presenetile.
Svet marginalcev je spoznal s pomočjo Andreja Žigona, njihove zgodbe sta predvajala po radiu. Zavrnil je trditve, da ga predstavlja Goran, govoril je skozi Carmen. 
Po predvajanju filma na portoroškem festivalu je Pevec skrajšal film za osem minut in s tem delno spremenil konec. Igralcev Ludvik Bagari je izrazil željo, da bi ta film videlo več ljudi, kot Šprajčev film Felix. Pevec si je želel več kot 10.000 gledalcev.

## Odziv pri kritikih in gledalcih

### Kritiki
Ob podelitvi nagrade Prevcu na portoroškem maratonu so v obrazložitvi zapisali, da je film najboljši, vendar preveč televizijski.
Ženja Leiler je filmu Carmen očitala, da ima zgodbo le za ogrodje, na katerega je pripel visoko avtorsko vizualno podobo. Pogrešala je pomen in posledično sporočilo v filmu, ki se je zanesel na simbole, motive, visoko estetsko fotografijo, koncencionalne glasbene obrazce in vizualno všečnost. Zgodba o romanci in propadlem dekletu se ji ni zdela aktualna, lahko bi se dogajala kjerkoli in kadarkoli. Liku Carmen je očitala, da je votel in se ne razvija ter da predstavlja stereotip ženske, ki je preveč čustvena, nepredvidljiva in nerazumljiva. Lik Gorana je označila za praznega in zdolgočasenega parazita ljudi na robu ter solzavega in klišejskega umetnika, ki mora le preboleti in odrasti. Ni ji bilo všeč, da so marginalci kostumsko in scensko dodelana ter neproblematična druščina. Pohvalila je le Natašo Barbaro Gračner.
Zdenko Vrdlovec trdi, da je film napovedal skorajšnjo renesanso slovenskega filma ter da je bila ob njegovem izidu Nataša Barbara Gračner edina slovenska filmska zvezda.

### Obisk v kinu
Film je videlo 24.391 ljudi.

## Zasedba
| - Carmen: Nataša Barbara Gračner - Goran: Sebastijan Cavazza - Mama: Alenka Vipotnik - Lover: Ludvik Bagari - Pesnica: Polona Juh | - Dare: Pavle Ravnohrib - Daretov oče: Lojze Rozman - Žic: Andrej Rozman - Roza - Rozi: Olga Kacjan - Marjola: Ljerka Belak | - Sifle: Gojmir Lešnjak - Muri: Gregor Baković - Hardfucker (Oče): Bogomir Veras - Ajša: Dušica Žegarac - Buhtel: Andrej Žigon | - Fani: Lenča Ferenčak - Natakar: Janez Habič - Čistilka: Angelca Hlebce - Vratar: Davor Jureško - Stanodajalec: Igor Koršič | - Mašnik: Bojan Maroševič in Metod Pevec - Osiveli: Peter Zobec |

## Ekipa
- fotografija: Tomislav Pinter
- glasba: Urban Koder
- montaža: Janez Bricelj
- scenografija: Matjaž Pavlovec
- kostumografija: Leo Kulaš
- maska: Aljana Hajdinjak
- asistent režije: Matej Rotovnik

## Nagrade

### Slovenski filmski maraton Portorož 1995
- srebrna Badjurova nagrada za scenarij
- Stopova nagrada za igralko leta: Nataša Barbara Gračner

## Datum izida
Predstavljen je bil 20. januarja 1996 v Linhartovi dvorani Cankarjevega doma, v redno distribucijo pa je šel 25. januarja 1996 v Ljubljani, Novem mestu in Celju.

## Izdaje na nosilcih
- Carmen. videokaseta. Šentrupert : Karantanija film, 1998